# Selvaggi (film 1972)
Selvaggi (Savages) è un film del 1972 diretto da James Ivory.
Fu presentato alla Quinzaine des Réalisateurs del 25º Festival di Cannes.

## Trama
Una tribù di «uomini del fango» conduce una vita primitiva nella foresta finché non viene interrotta, durante un rituale, dal casuale contatto con un oggetto estraneo, una palla di croquet e, dirigendosi nella direzione da cui proviene, si imbatte in un'automobile e quindi in una residenza signorile.
Entrati nella villa abbandonata, i "selvaggi" si trasformano in un gruppo di raffinati membri dell'alta società americana degli anni venti-trenta, impegnati in un'interminabile party, fra conversazioni, balli e svaghi.
Quando durante una partita di croquet la palla viene mandata fra gli alberi, tutti, uno dopo l'altro, la seguono e ritornano allo stato originario di «uomini del fango».

## Produzione
Il film nasce dalla suggestione provata da Ivory, nel novembre 1970, nella casuale scoperta a Scarborough, a quaranta minuti da New York, di una residenza di campagna della famiglia Vandelip chiamata Beechwood. La strana atmosfera del luogo, ormai pressoché abbandonato, gli fece pensare ad un film come L'anno scorso a Marienbad.
Un'altra opera cinematografica che influenzò Ivory, autore del soggetto poi sviluppato da George Swift Trow e Michael O'Donoghue, fu L'angelo sterminatore di Luis Buñuel, nel quale i protagonisti, inspiegabilmente intrappolati in un party, regrediscono alla barbarie, compiendo il percorso inverso rispetto a quello raccontato in Selvaggi.

## Critica
Secondo il Dizionario Mereghetti, il tema della contiguità fra barbarie e civiltà è trattato in modo banale e confuso, con dialoghi assurdi e privi di humour.